# Eukratydes I
Eukratydes I (zm. ok. 145 p.n.e.) – król Baktrii panujący w latach ok. 170–145 p.n.e.
Władzę zdobył w drodze uzurpacji, ok. 171/170 roku p.n.e. obalając prawowitego władcę Demetriusza II. Być może skorzystał z zaangażowania króla w kampanii na terenie Indii, na co wskazuje fragment dzieła rzymskiego historyka Justynusa, według którego Eukratydes walczył z „Demetriuszem królem Indów”. Ponieważ jednak lata panowania obydwu władców pokrywają się tylko częściowo a Demetriusz II najprawdopodobniej nigdy nie zapuścił się poza linię Indusu, przyjmuje się pomyłkę Justynusa. Chodzi tu prawdopodobniej jednak o Menandra, którego okres rządów w większym stopniu pokrywa się z panowaniem uzurpatora. Możliwe, że Eukratydes pochodził z dynastii Seleucydów. Potwierdzeniem tego jest prowadzenie przez niego wojen z Partami, wrogami następców Antiocha II Theosa, które przyniosły jednak tylko straty terytorialne. Innym potwierdzeniem są znane z monet władcy imiona jego rodziców: Heliokles i Laodike, charakterystyczne dla dynastii Seleucydów. William Tarn ośmiela się nawet nazwać Eukratydesa krewnym Antiocha IV. Po powrocie z jednej z wypraw do Indii Eukratydesa spotkał tragiczny los – został zamordowany przez własnego syna, choć William Tarn uważa, iż dokonał tego w zemście syn Demetriusza, co potwierdza opis zbeszczeszczenia zwłok (zabójca przejeżdżał po nich rydwanem i porzucił bez pochówku).
Z Eukratydesem związana jest rozbudowa polis w Ajchanom (domniemana Aleksandria nad Oksusem), które na cześć króla przemianowano na Eukratideę. Panowanie Eukratydesa jest okresem schyłkowym państwa Greków w Baktrii. Wkrótce po śmierci tego władcy jego następcy ulegli pod naporem koczowniczych plemion Yuezhi.